# GeckoLinux
GeckoLinux es una distribución Linux disponible en dos ediciones: Static, que está basada en openSUSE Leap, y Rolling, que está basada en openSUSE Tumbleweed.

## Características
Las características de GeckoLinux incluyen:
- Mejor renderizado de texto, según los desarroladores.
- Un entorno live con varios entornos de escritorio.
- Instalación sin conexión mediante el software calamares.
- La prescindencia de PackageKit.
- La preconfiguración del repositorio Packman.[nota 1]
- Los preinstalación de códecs y controladores multimedia propietarios.
- La no obligación de instalar paquetes recomendados,
- El uso de TLP para gestión de energía

## Recepción
Dedoimedo escribió una reseña no positiva de GeckoLinux 150.180616, diciendo que tenía problemas con la reproducción multimedia, fallos visuales y ccon la instalación de los drivers NVIDIA.  Una revisión posterior de GeckoLinux Static 152 en febrero de 2021 fue más positiva, definiendo a GeckoLinux como «una distribución correcta» 
Jack M. Germain, de Linux Insider, aifrmó que «GeckoLinux ha hecho al mundo OpenSuse/Suse lo mismo que Linux Mint hizo al universo Ubuntu».